# Senior-Løken-Syndrom
Das Senior-Løken-Syndrom ist eine sehr seltene angeborene Erkrankung mit einer Kombination von Augenerkrankung mit Netzhautdystrophie (Tapetoretinaler Degeneration) und chronischer Nierenerkrankung mit Nephronophthise (Zystenbildung im Nierengewebe).
Das Syndrom zählt zu den Ziliopathien und kann auch zu den Joubert-Syndrom und verwandten Krankheiten gezählt werden.
Synonyme sind: Nephronophthise mit Retinadystrophie; Nierendysplasie - Retinadegeneration
Die Bezeichnung bezieht sich auf die Autoren von zwei Beschreibungen aus dem Jahre 1961 durch den US-amerikanischen Pädiater  Boris Senior und Mitarbeiter und durch den norwegischen Pathologen Aargot Christie Loken und Mitarbeiter.

## Verbreitung
Die Häufigkeit wird mit unter 1 zu 1.000.000 angegeben, die Vererbung erfolgt autosomal-rezessiv.

## Ursache
Je nach zugrunde liegender Mutation können folgende Typen unterschieden werden:
- Typ 1 mit Mutationen im NPHP1-Gen auf Chromosom 2 Genort q13, häufigste Form[5]

Mutationen in diesem Gen finden sich auch bei der Juvenilen Nephronophthise und dem Joubert-Syndrom mit Nierenstörung
- Typ 3 mit Mutationen auf dem Chromosom 3 an q22[8]
- Typ 4 mit Mutationen im NPHP4-Gen auf Chromosom 1 an p36.31[9]

Mutationen in diesem Gen finden sich auch bei der Nephronophthise Typ 4
- Typ 5 mit Mutationen im IQCB1-Gen auf Chromosom 3 an q13.33[11]
- Typ 6 mit Mutationen im CEP290-Gen auf Chromosom 12 an q21.32[12]

Mutationen in diesem Gen finden sich auch bei einer Form des Laurence-Moon-Biedl-Bardet-Syndroms und der Leberschen Kongenitalen Amaurose, beim Joubert-Syndrom mit okulo-renalem Defekt und dem Meckel-Syndrom Typ 4
- Typ 7 mit Mutationen im SDCCAG8-Gen auf Chromosom 1 an q43-q44[14]

Mutationen in diesem Gen finden sich auch bei einer Form des Laurence-Moon-Biedl-Bardet-Syndroms
- Typ 8 mit Mutationen im WDR19-Gen auf Chromosom 4 an p14[15]

Mutationen in diesem Gen finden sich auch bei der Kranioektodermalen Dysplasie Typ 4, der Asphyxierenden Thoraxdysplasie Typ 5 und einer Form der Nephronophthise
- Typ 9 mit Mutationen im TRAF3IP1-Gen auf Chromosom 2 an q37.3[16]

## Klinische Erscheinungen
Klinische Kriterien sind:
- Manifestation in den ersten 20 Lebensjahren. Je nach zugrundeliegender Mutation stehen die Augen- oder die Nierenveränderungen im Vordergrund.
- Nephronophthise mit Polyurie, Polydipsie, Enurese und Anämie, später langsam in Chronische Niereninsuffizienz übergehend.
- Verschlechterung der Sehschärfe aufgrund Tapetoretinaler Degeneration unterschiedlicher Ausprägung

Hinzu kann eine Leberfibrose kommen.

## Diagnose
Die Diagnose basiert auf gründlicher Untersuchung von Nieren und Augen, auch der Leber sowie humangenetischer Untersuchung.

## Differentialdiagnose
Abzugrenzen sind:
- andere Ziliopathien wie Joubert-Syndrom mit okulo-renalem Defekt, Laurence-Moon-Biedl-Bardet-Syndrom und Alström-Syndrom
- Joubert-Syndrom und verwandte Krankheiten (JSRD)[17]

## Therapie
Eine spezifische Behandlung ist bislang nicht bekannt.